# Џејмс Дин (порнографски глумац)
Брајан Метју Севиља (енгл. Bryan Matthew Sevilla; 7. фебруар 1986), познатији под уметничким именом Џејмс Дин (енгл. James Deen), амерички је порнографски глумац и редитељ.

## Награде

### Награде AVN
| Година | Награда                                           |
| ------ | ------------------------------------------------- |
| 2009   | Мушки извођач године                              |
| 2013   | Најбоља тројка                                    |
| 2013   | Кросовер звезда године                            |
| 2013   | Мушки извођач године                              |
| 2014   | Најбоља тројка                                    |
| 2014   | Главна звезда године                              |
| 2014   | Омиљени порнографски глумац по избору обожавалаца |
| 2015   | Најбоља сцена групног секса                       |
| 2015   | Најчувенија сцена секса                           |
| 2015   | Омиљени порнографски глумац по избору обожавалаца |
| 2015   | Главна звезда године                              |
| 2016   | Најбоља секс сцена са дуплом пенетрацијом         |
| 2016   | Најбоља сцена групног секса                       |

### Награде XBIZ
| Година | Награда                |
| ------ | ---------------------- |
| 2010   | Мушки извођач године   |
| 2013   | Мушки извођач године   |
| 2013   | Кросовер звезда године |
| 2014   | Мушки извођач године   |
| 2014   | Кросовер звезда године |
| 2014   | Најбољи глумац         |
| 2015   | Мушки извођач године   |
| 2015   | Најбоља сцена          |
| 2015   | Најбоља сцена          |